# Distrito de Moesa

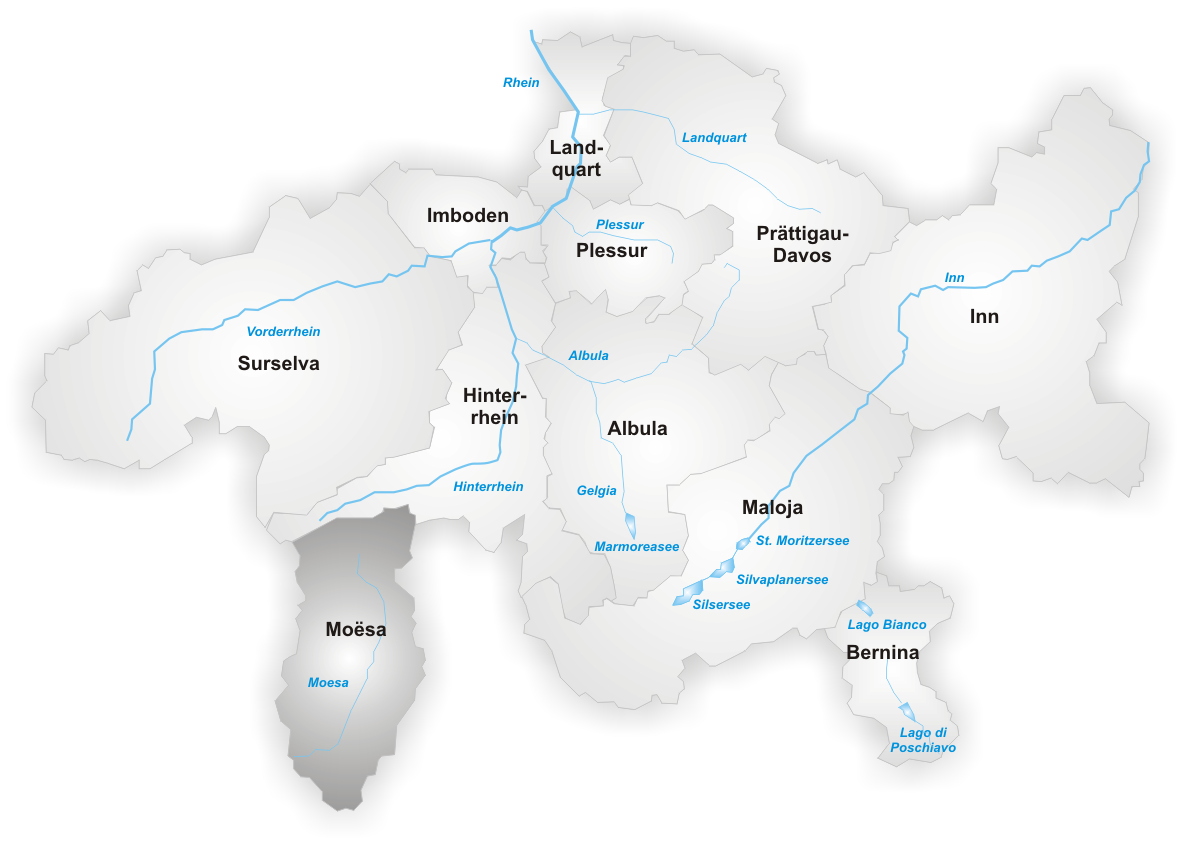
O distrito de Moesa

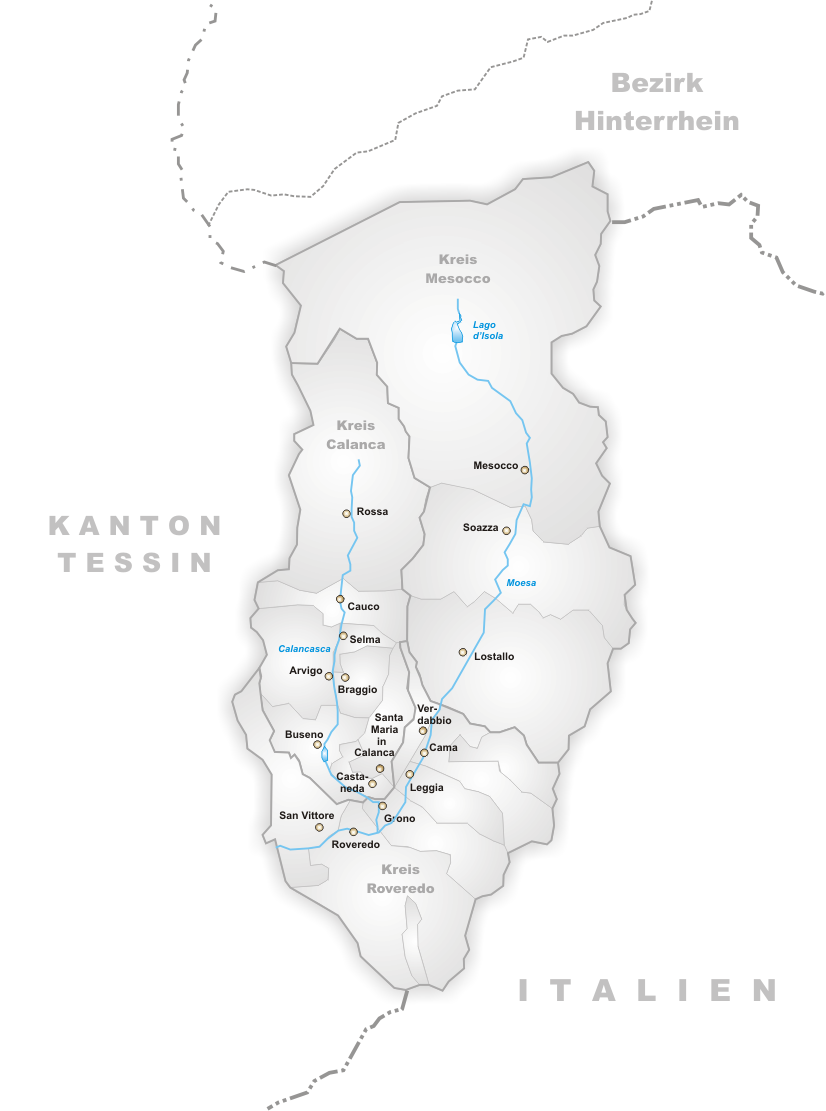
As comunas do distrito

O distrito de Moesa foi um dos 11 distritos do cantão de Grisões na Suíça. Possuia uma área de 496,03 km² e uma população de 7.863  habitantes (em dezembro de 2010). Geograficamente, o distrito coincidia em sua quase totalidade com o Vale Mesolcina.
Foi substituído pela Região de Moesa em 1 de janeiro de 2016, como parte de uma reorganização territorial do Cantão.

## Antiga composição
Era formado por 17 comunas dividas em 3 círculos comunais:

### Círculo comunal de Calanca
- Arvigo
- Braggio
- Buseno
- Castaneda
- Cauco
- Rossa
- Santa Maria in Calanca
- Selma

### Círculo comunal de Mesocco
- Lostallo
- Mesocco
- Soazza

### Círculo comunal de Roveredo
- Cama
- Grono
- Leggia
- Roveredo
- San Vittore
- Verdabbio

## Línguas
A língua oficial do distrito é o italiano.
| Línguas do distrito de Moesa, GR |            |             |
| Línguas                          | Censo 2000 | Censo 2000  |
| Línguas                          | Número     | Porcentagem |
| Alemão                           | 528        | 7.1 %       |
| Romanche                         | 10         | 0.1 %       |
| Italiano                         | 6,578      | 88.0 %      |
| TOTAL                            | 7,471      | 100 %       |